# Paolo Beni (politico)
Paolo Beni (Firenze, 8 gennaio 1954) è un politico italiano.

## Biografia
Da sempre attivista e dirigente dell'ARCI, ne ricopre il ruolo di presidente nazionale dal 2004 al 2014.
Dal 2005 ha fatto parte come consigliere del CNEL.
Alle elezioni politiche del 2013 viene eletto deputato della XVII legislatura della Repubblica Italiana nella circoscrizione XII Toscana per il Partito Democratico, resta a Montecitorio fino al termine del mandato nel 2018.